# Neusis (Wüstung)
Neusis ist eine Wüstung in der Stadt Stadtilm im Ilm-Kreis in Thüringen.

## Geografie
Die Wüstung Neusis liegt an einer kleinen Ebene eines Abhangs an der Straße zwischen Gösselborn und Hengelbach mit einer Wegegabelung. Ein solitärer Haus- oder Hofbaum machte auf die Wüstung aufmerksam.